# شارلوت (آرکانزاس)
شارلوت (به انگلیسی: Charlotte) یک منطقهٔ مسکونی در ایالات متحده آمریکا است که در شهرستان ایندیپندنس، آرکانزاس واقع شده‌است. شارلوت ۱۰۷٫۹ متر بالاتر از سطح دریا واقع شده‌است.